# قطعنامه ۲۹۴ شورای امنیت
قطعنامه ۲۹۴ شورای امنیت سازمان ملل متحد که در تاریخ ۱۵ ژوئیه ۱۹۷۱ تصویب شد، سندی بین‌المللی دربارهٔ شکایت توسط سنگال است. این قطعنامه طی نشست ۱٬۵۷۲ام
با ۱۳ موافق،۰ مخالف و۲ ممتنع تصویب شد.